# Siphonogorgia dipsacea
Siphonogorgia dipsacea är en korallart som först beskrevs av Wright och Studer 1889.  Siphonogorgia dipsacea ingår i släktet Siphonogorgia och familjen Nidaliidae. Inga underarter finns listade i Catalogue of Life.